# Granite (Utah)
Granite est une census-designated place du comté de Salt Lake, dans l'État de l'Utah, aux États-Unis. En 2020, elle compte une population de 1 076 habitants.